# گاستون کابوره
گاستون کابوره (Gaston Kaboré) (زادهٔ ۲۳ آوریل ۱۹۵۱) کارگردان فیلم اهل بورکینافاسو و چهره‌ای مهم در صنعت سینمای این کشور است.